# Kofiplé
Kofiplé este o comună din regiunea Tchologo, Coasta de Fildeș.